# فغر القولون
فَغْر القولون أو تفويه القولون أو تفميم القولون (بالإنجليزية: Colostomy)‏ هي عملية جراحية تشمل توصيل جزء من القولون بجدار البطن الأمامي، تاركا للمريض فتحة بالبطن تسمى فغرة. تتكون هذه الفتحة من نهاية الجزء المسحوب من القولون من خلال الجرح القطعي في البطن، بعد أن تتم خياطته في الجلد عند أحرف هذا القطع. وتكون هذه الفتحة هي المخرج الأساسي لفضلات الطعام إلى خارج الجسم، حيث يتم تجميعها بداخل كيس تفميم القولون، مع تغيره عند اللزوم.

## مؤشرات
هناك العديد من الأسباب للقيام بهذا الإجراء منها:
- إزالة جزء من القولون (على سبيل المثال بسبب سرطان القولون، أو التهاب الردب، أو الإصابات إلخ)، بحيث أنه لم يعد ممكن للبراز الخروج عن طريق فتحة الشرج.
- إجراء عملية جراحية في جزء من القولون أو الأمعاء الغليظة، فيحتاج هذا الجزء للراحة حتى يتم التئامه. وفي هذه الحالة، غالبا ما يكون فغر القولون مؤقتا ثم يتم التراجع عنه لاحقا تاركا مكانه ندبة صغيرة مكان الفغرة. كما يتم إجراء فغر القولون للأطفال الذين يخضعون لعملية جراحية لاستئصال أورام الحوض واسعة النطاق، تليها عكس فغر القولون.
- سلس البراز غير المستجيب للعلاجات الأخرى.

## الأنواع

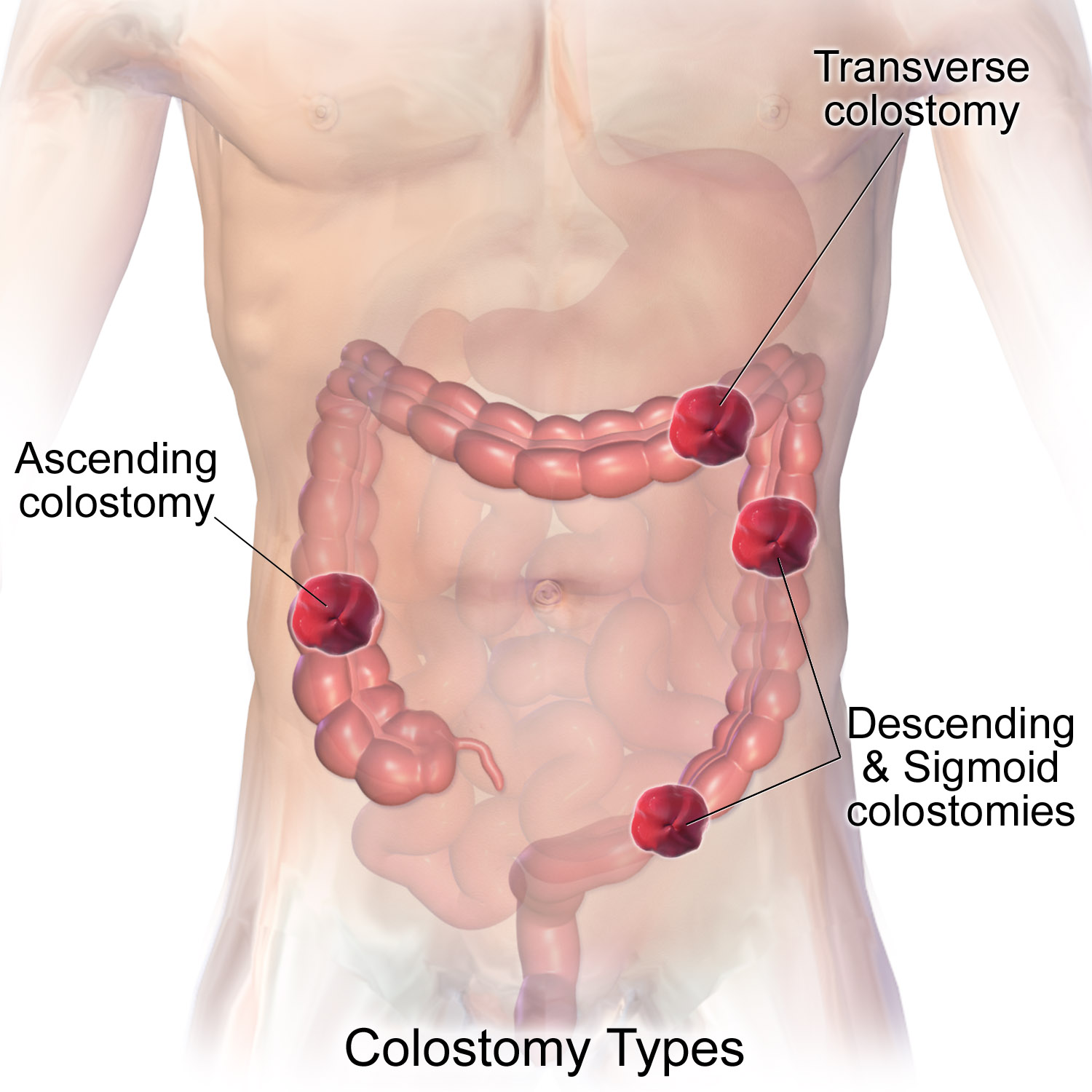
شكل توضيحي يصور أنواعًا مختلفة من فغر القولون

يمكن إجراء الفتحة على البطن في أي مكان على طول القولون، ولكن الموضع الأكثر شيوعًا هو في الجانب الأيسر السفلي بالقرب من القولون السيني، حيث تحدث غالبية سرطانات القولون. وتشمل المواقع الأخرى الأقسام الصاعدة والعرضية والنازلة من القولون.
وتشمل أنواع فغر القولون:
- فغر القولون الحلقي: وعادة ما يستخدم هذا النوع من فغر القولون في الحالات الطارئة، وتكون الفغرة مؤقتة وكبيرة، حيث يتم سحب حلقة من الأمعاء إلى جدار البطن وتُثبت مكانها بجهاز خارجي، ثم يتم خياطة الأمعاء إلى البطن، ويتم إنشاء فتحتين في فغرة واحدة: فتحة للبراز والأخرى للمخاط.
- فغر القولون المنتهي: يتم إنشاء فتحة من أحد أطراف الأمعاء مع إزالة الجزء الآخر من الأمعاء أو إغلاقه بالخياطة (إجراء هارتمان).
- فغر القولون الأسطواني المضاعَف: يتم قطع الأمعاء، ويتم إخراج كلا الطرفين من البطن، وتكون الفغرة الدانية فقط هي العاملة.

وعادة ما يكون لجراحة فغر القولون التي يتم التخطيط لها معدل أعلى من النجاح على المدى الطويل من الجراحة التي تُجرى في حالات الطوارئ.
ويجب على الأشخاص الذين خضعوا لفغر القولون ارتداء جهاز الجيبة الفغرية لجمع الفضلات المعوية. وفي الأحوال العادية، يجب تفريغ الحقيبة أو تغييرها مرتين في اليوم حسب تواتر النشاط.

### فغر القولون مع المستقيم
قد يكون لدى الأشخاص الذين يخضعون لفغر القولون ولديهم فغرات في القولون السيني أو القولون النازل خيار الغسيل والتطهير، والذي يسمح للشخص بعدم ارتداء الحقيبة، بل مجرد غطاء من الشاش على الفغرة، والإعداد للغسيل في الأوقات المناسبة. ولكي يتم التطهير، يتم وضع قسطرة داخل الفغرة، ودفع الماء، مما يسمح للبراز بالخروج من الجسم. ويتم غسل معظم الفغرات مرة واحدة في اليوم أو يوم بعد يوم، على الرغم من أن ذلك يعتمد على الشخص نفسه، وتناول الطعام، والحالة الصحية.

### البدائل
تم إعطاء شخص في المملكة المتحدة أمعاء يتم التحكم بها عن بعد، والآن نادرا ما يتم إجراء فغر القولون أو فغر اللفائفي لسرطان المستقيم، حيث يفضل الجراحون عادة الاستئصال الأولي والمفاغرة الداخلية، على سبيل المثال: الجيبة المعوية الشرجية. وبدلا من الأجهزة الخارجية، يتم إنشاء الحقيبة المعوية الشرجية الداخلية باستخدام جزء من الأمعاء الدقيقة للمريض، ليكون بمثابة مستقيم جديد يحل محل الجزء الأصلي الذي تم استئصاله.

## العناية الروتينية
عادة ما يتم إفراغ الحقيبة عندما يمتلئ ثلثها بالكامل، ويتم استبدالها عادة كل 3 إلى 7 أيام، أو عندما يسقط الغطاء، وعندها يجب استبدالها على الفور.

## المضاعفات

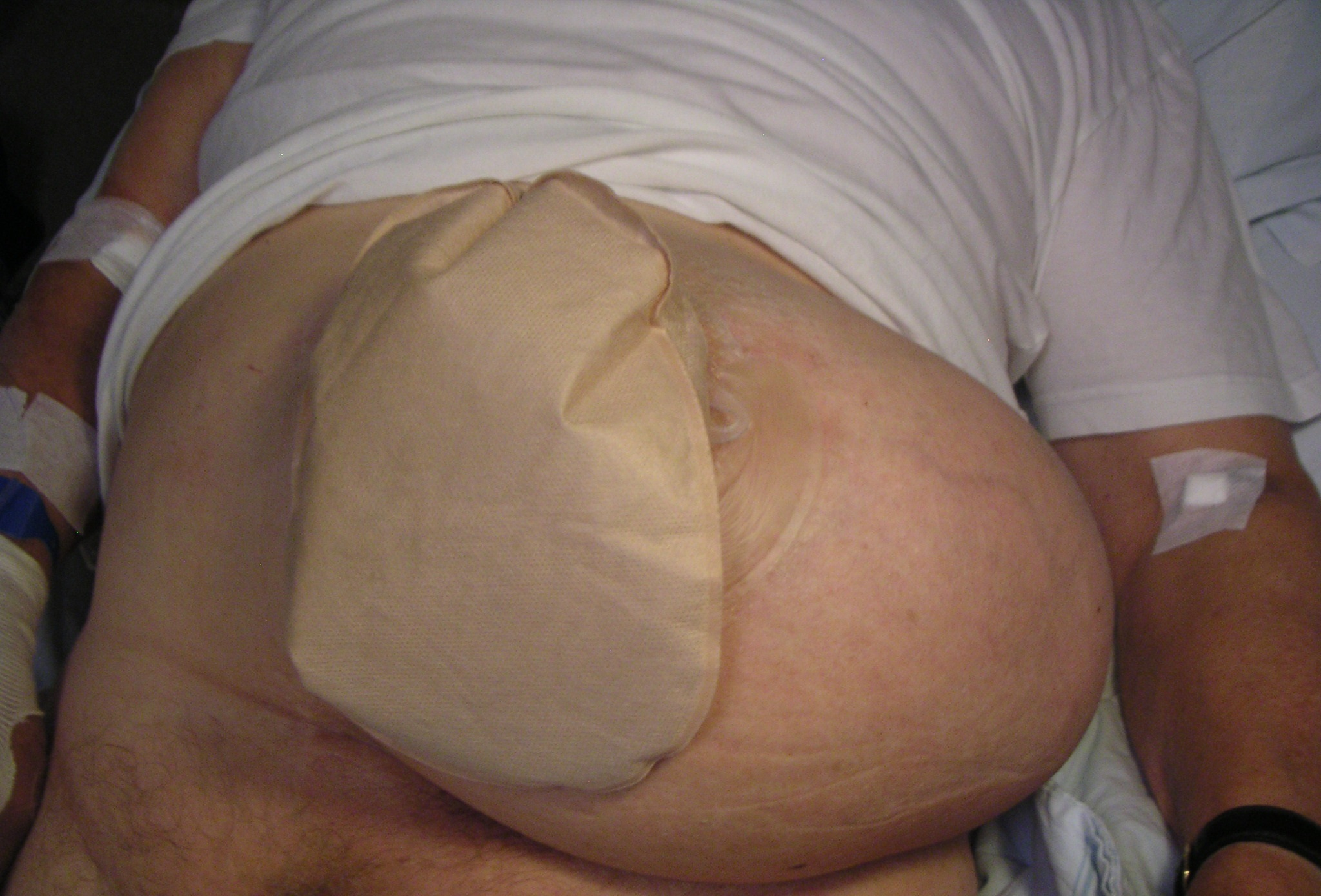
مريض خضع لفغر القولون وحدث فتق كبير مجاور للفغرة كمضاعفات بعد الجراحة.

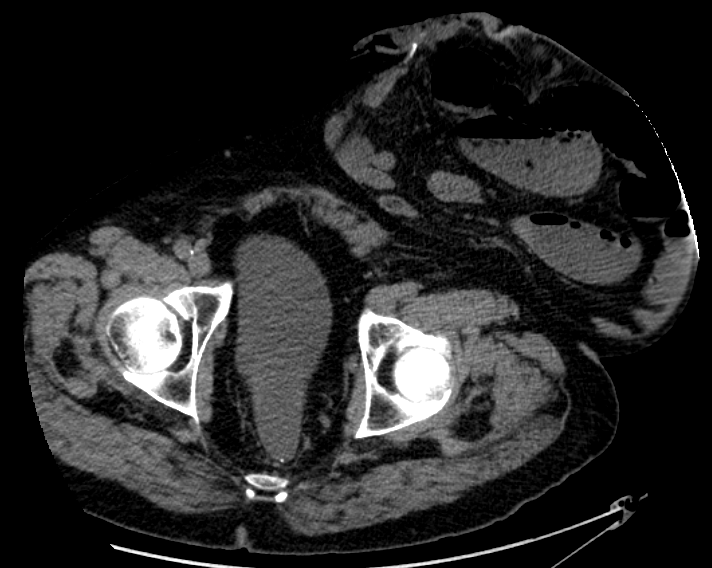
الاشعة المقطعية للمريض نفسه تُظهر الامعاء داخل الفتق..

الفتق المجاور للفغرة هو أكثر المضاعفات المتأخرة شيوعًا عبر جدار البطن، حيث يحدث في 10 إلى 25٪ من المرضى.